# Су Су Нвай
Су Су Нвай (бирманский: စုစုနွေး; род. 1971) — бирманская активистка за демократию и политическая заключённая. В 2005 году она стала первой гражданкой Бирмы, которая успешно подала в суд на местных властей в соответствии с законом 1999 года о принудительном труде.

## Дело о принудительном труде и последующее тюремное заключение
Су Су Нвай родом из деревни Хтанманаинг, городка Кавму (расположен в 50 милях от Янгона), врайоне Янгон. Она подала жалобу после того, как местный Совет мира и развития сельских районов заставил её вместе с другими жителями работать в рамках проекта по строительству дороги. Дело было рассмотрено юристами Национальной лиги за демократию. В результате этого дела 3 сентября 2004 года Сейн Пау, председатель Совета мира и развития поселка Хтанманаинг, был приговорен к 16 месяцам тюремного заключения, а члены Совета Чжо Тхин, Мьинт Тейн и Аунг Кхин были приговорены к восьми месяцам тюремного заключения каждый. После судебного разбирательства Су Су Нвай заявила, что Сейн Пау встретил её и сказал, что её следует «забить до смерти».
В 2005 году новый председатель города обвинил её в домогательствах и клевете — тактике, которую Азиатская комиссия по правам человека назвала обычной репрессией против бирманских активистов. Су Су Нвай приговорили к 18 месяцам заключения в тюрьме Инсейн. Перед вынесением приговора она сказала журналистам: «У меня нет ни ответственности, ни власти, ни положения. Они устраивают заговор против простой больной девушки, и судятся с ней, потому что боятся. Если они так боятся, наша сторона побеждает».
В феврале 2006 года Нвай попыталась подать апелляцию в Верховный суд, но её дело было отклонено после апелляций в районные суды, которые отклонили её дела. Нвай была освобождена 6 июня 2006 года в результате международного давления со стороны правительства США, Международной организации труда, Организации Объединённых Наций и различных НПО.

## Второе заключение
Су Су Нвай скрывалась большую часть 2007 года, но приняла участие в августовских протестах против высоких цен на топливо, едва избежав второго ареста. 13 ноября 2007 года она была арестована за то, что повесила баннер возле отеля, в котором во время визита в страну останавливался посланник ООН по правам человека Пауло Пинейро.
11 ноября 2008 года Су Су Нвай была приговорена к 12 годам и шести месяцам тюремного заключения. В феврале 2009 года срок был сокращён на четыре года. Су Су Нвай отбывала срок в тюрьме Хкамти в районе Сикайн. Она страдает врожденным пороком сердца и высоким кровяным давлением, и сначала тюремные власти отказывали ей в соответствующих лекарствах. 20 мая 2009 года она была госпитализирована, и, хотя она поправилась, по сообщениям Amnesty International тюремные власти продолжили отказывать ей в свиданиях с семьей, достаточном питании, чистой одежде и надлежащем медицинском обслуживании.

## Освобождение
10 октября 2011 года она была освобождена вместе с комиком Зарганаром и активистом Студенческой группы «Поколение 88» Зо Хтет Ко Ко в рамках серии амнистий политических заключенных.
В 2012 году Су Су Нвай основала Союз фермеров Мьянмы и стала его председателем. На 2018 год она обучала членов организации земельному праву.

## Признание

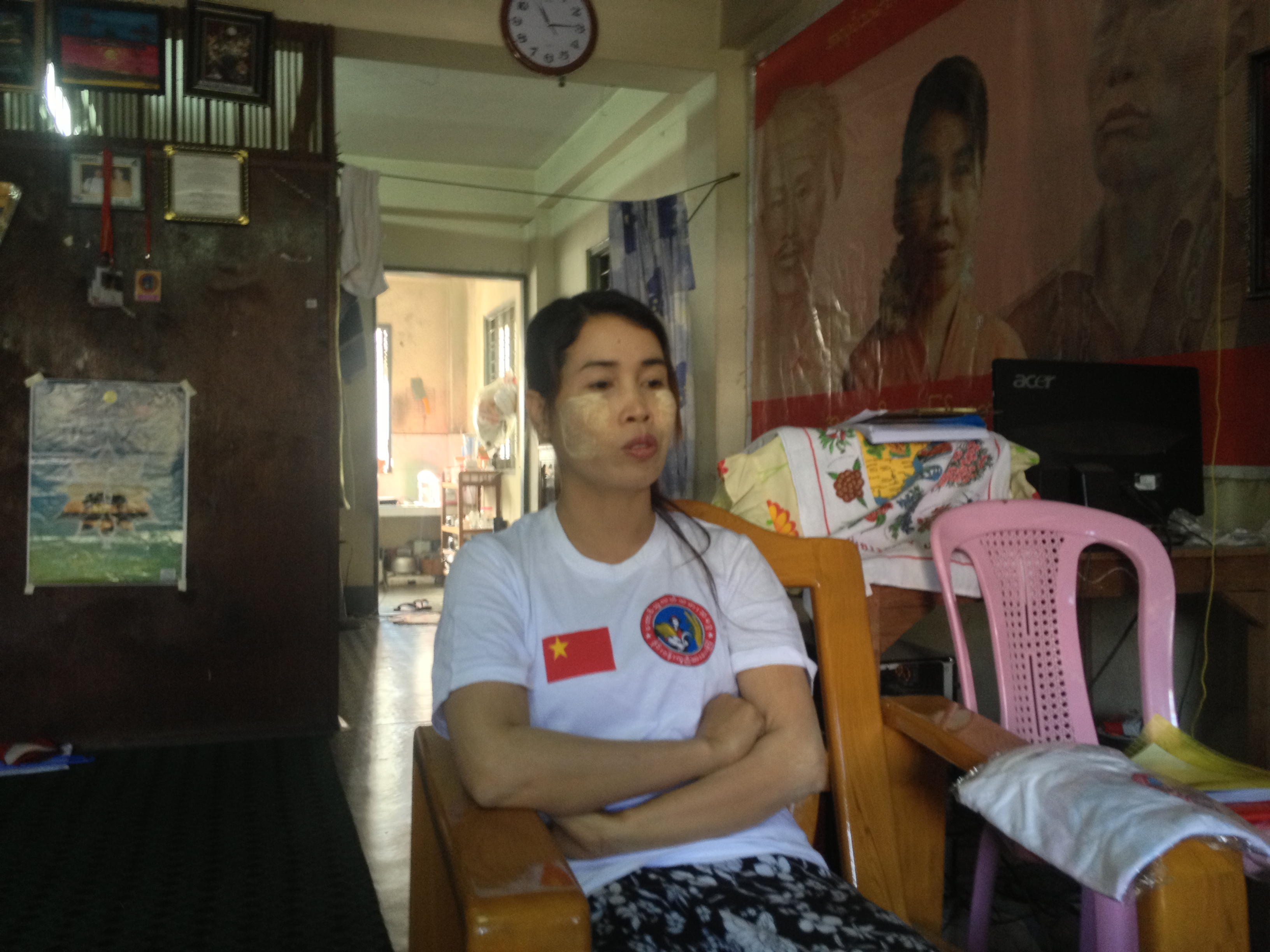
Су Су Нвай в своей квартире в Янгоне, Мьянма, 26 января 2013 года

В 2005 году Су Су Нвай получила награду Национальной лиги за демократию в области прав человека. В следующем году она была награждена Премией свободы Джона Хамфри канадской правозащитной группой «Права и демократия». В 2007 году организация People in Need наградила Су Су Нвай, Пху Пху Тхин и Нилар Тейн премией Homo Homini Award. Amnesty International считает её узницей совести и «приоритетным делом». UNISON, второй по величине профсоюз Великобритании, выступил с заявлением от её имени 23 сентября 2010 года, а генеральный секретарь Дэйв Прентис и депутат от Ливерпуля Лусиана Бергер сделали фотографии с её именем на руке для кампании Amnesty International.